# La princesa de Éboli (película de 1955)
La princesa de Éboli (Título original That Lady) es una película de 1955, dirigida por Terence Young. Está protagonizada por Olivia de Havilland, Gilbert Roland y Paul Scofield.
La película está basada en la novela histórica That Lady (Esa dama) escrita en 1946 por Kate O'Brien, que fue distribuida en Estados Unidos con el título For One Sweet Grape. La novela también fue producida como obra de teatro en 1949. Rodada en 1954 en Inglaterra y España (El Escorial y el Alcázar de Segovia), la cinta cuenta con la participación anecdótica de los rejoneadores Bernardino Landete y Ángel Peralta.

## Argumento
Ana, la Princesa de Éboli, lleva un parche negro sobre un ojo desde que, siendo joven, se quedara tuerta en un duelo en defensa de su rey Felipe II. A partir de entonces, ella y el monarca son amigos cercanos aunque esta pasión regia nunca se llegara a consumar. Ella se casa con uno de los ministros de Felipe, y pronto se convierte en viuda. Ahora, el rey llama a un plebeyo, el aragonés Antonio Pérez, para el cargo de primer secretario. Felipe II espera que Ana y Antonio se conviertan en amantes y crear un escándalo en la corte, manteniendo una intriga permanente en palacio. Antonio es acusado de asesinato, apresado y encarcelado; Ana se niega a abandonar Madrid, siendo también detenida. Después de pasar un tiempo en la cárcel, es encerrada en su palacio y se la mantiene bajo control. Antonio se escapa y busca a Ana para convencerla de salir del país con su hijo.

## Reparto
| Actor               | Personaje               |
| ------------------- | ----------------------- |
| Olivia de Havilland | Ana de Mendoza          |
| Gilbert Roland      | Antonio Pérez           |
| Paul Scofield       | Rey Felipe II de España |
| Françoise Rosay     | Bernardine              |
| Dennis Price        | Mateo Vasquez           |
| Anthony Dawson      | Don Íñigo               |
| Robert Harris       | Cardenal                |
| Peter Illing        | Diego                   |
| José Nieto          | Don Juan de Escobedo    |
| Christopher Lee     | Capitán                 |
| Ángel Peralta       | Rejoneador              |
| Fernando Sancho     | Diego                   |
| Andy Shine          | El pequeño Fernando     |